# Abralia omiae
Abralia omiae е вид главоного от семейство Enoploteuthidae.

## Разпространение
Видът е разпространен в западните части на Тихия океан.